# Isla Boang
La isla Boang es una isla de las islas Tanga de Papúa Nueva Guinea, situada al este de Nueva Irlanda. Se encuentra al noreste de la isla Malendok y, aunque más pequeña, es más poblada y se considera el centro socioeconómico de las islas.